# P/2003 T12 SOHO
P/2003 T12 (SOHO) è una cometa periodica SOHO dalla storia osservativa curiosa.

## Scoperta
Scoperta il 9 ottobre 2003 dall'astrofilo Jim Danaher esaminando le immagini riprese dallo strumento C3 della sonda spaziale SOHO, la cometa fu denominata informalmente SOHO-673 e ufficialmente C/2003 T12 (SOHO): già in tale occasione fu ipotizzato che potesse trattarsi, al contrario della maggioranza delle comete scoperte dalla SOHO, di una cometa periodica a corto periodo, ma il brevissimo arco osservativo non permise di raggiungere certezze in tal senso.
Il 13 gennaio 2012 la cometa veniva riscoperta dalla sonda spaziale Stereo-B tramite lo strumento SECCHI COR-2B/HI-1B: con le nuove osservazioni satellitari e anche grazie alle osservazioni fatte dalla Terra, oltre ad avere la conferma della periodicità della cometa, furono ricalcolati i suoi elementi orbitali che risultarono abbastanza differenti da quelli calcolati al momento della scoperta.
L'astrofilo tedesco Rainer Kracht, grazie alle posizioni ricavate dalle immagini riprese nel 2012 da STEREO, calcolò per la cometa un'orbita a breve periodo collegandola così alla C/2003 T12 (SOHO) e calcolò che la cometa avrebbe dovuto essere visibile nelle immagini riprese da STEREO nel novembre 2007, poco prima del passaggio al perielio del 2007. La sua previsione si rivelò esatta; è da notare che all'epoca (2007), sebbene la cometa fosse stata ripresa nelle immagini STEREO, nessuno si era accorto della sua presenza. Rainer calcolò anche che la cometa doveva essere passata a 0,17 UA dalla Terra il 27 gennaio 2008.